# Prochoerodes nonangulata
Prochoerodes nonangulata là một loài bướm đêm trong họ Geometridae.